# Mad the Swine
"Mad the Swine" es una canción escrita por Freddie Mercury, vocalista principal de la banda británica Queen.

## Grabación y producción

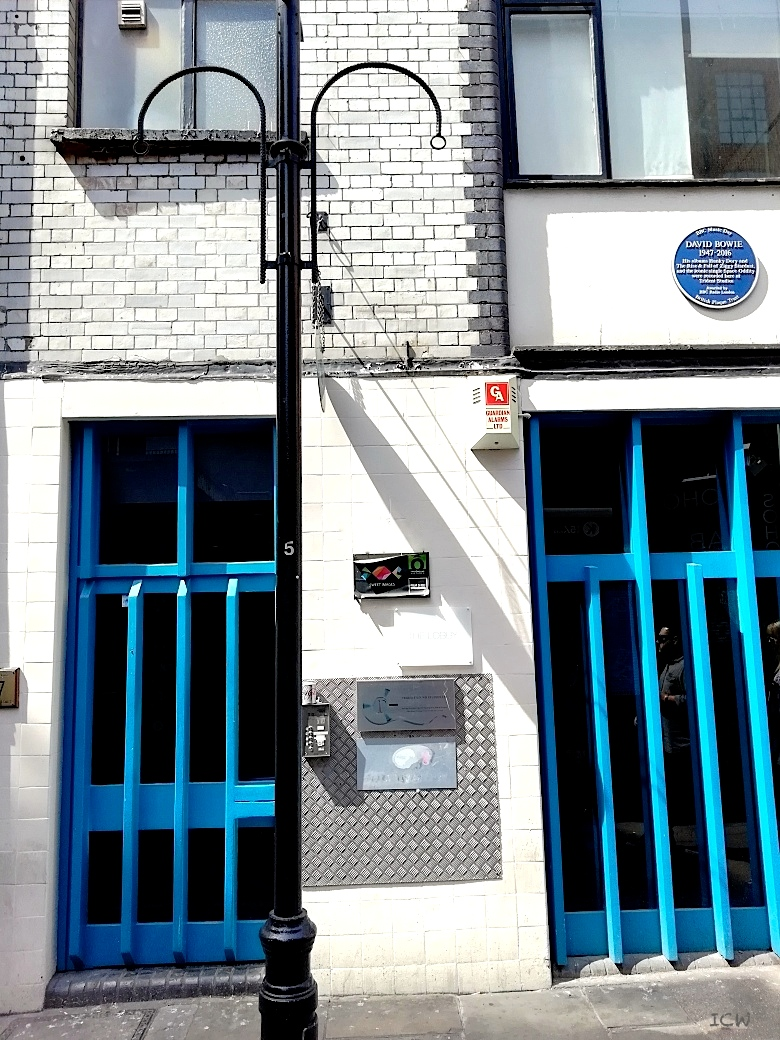
Los Trident Studios en 2018, donde el álbum fue grabado.

Grabada durante las sesiones de Queen en 1972, "Mad the Swine" fue diseñado para aparecer en el álbum debut homónimo de la banda, colocado entre "Great King Rat" y "My Fairy King". Las letras de la canción ofrecen puntos dignos de discusión. Primeramente, trata sobre la religión, y cuando los miembros de la banda toman acciones para su próximo álbum, ellos se dieron cuenta de que otras canciones también tocaban este tema. "Jesus", y también "Liar", la cual narra la confesión de un pecador a un sacerdote, Queen llegó a la conclusión que a menos de que la banda afirmara ser una banda de rock cristiano, había mucha religión para un solo disco.

## Lanzamiento
Después de haber sido remezclada por David Richards, el productor del álbum de Innuendo, "Made the Swine" apareció como el lado B del sencillo extendido de "Headlong", y más tarde ese mismo año, la canción apareció como un bonus track en la reedición del álbum Queen a través de Hollywood Records en 1991. Y en la reedición del álbum Queen en el año 2011 a través de Universal Music Group.

## Créditos
Créditos adaptados desde las notas del álbum.
- Freddie Mercury – voz principal y coros, percusión
- Brian May – guitarra eléctrica y acústica
- Roger Taylor – batería, percusión, coros
- John Deacon – bajo eléctrico